# (38714) 2000 QS116
2000 QS116 (asteroide 38714) é um asteroide da cintura principal. Possui uma excentricidade de 0.17136070 e uma inclinação de 4.98666º.
Este asteroide foi descoberto no dia 28 de agosto de 2000 por LINEAR em Socorro.